# Anne Brandon
Lady Anne Brandon, baronne Gray de Powys (vers 1507 - janvier 1558) est une noble anglaise et la fille aînée de Charles Brandon (1er duc de Suffolk) par sa seconde épouse, Anne Browne. La mère d'Anne est décédée en 1511. En 1514, le père d'Anne lui assure une place à la cour de l'archiduchesse Marguerite de Savoie. Pendant qu'Anne est à l'étranger, son père épouse Marie Tudor, la reine consort veuve de Louis XII de France et la plus jeune sœur d'Henri VIII.
Anne épouse d'abord Edward Gray, 3e baron Grey de Powys en 1525. À la suite de la dissolution du mariage, elle crée un scandale en vivant ouvertement avec son amant Randal Haworth, qu'elle épouse ensuite. En 1540, son mari demande au Conseil privé du roi Henri VIII de punir Anne pour adultère, l'accusant ainsi qu'Haworth d'avoir conspiré pour l'assassiner. 

## Famille et jeunesse
Lady Anne est née vers 1507, fille aînée de Charles Brandon, qui est plus tard, en 1514, créé duc de Suffolk. Sa mère est Anne Browne, la seconde épouse de son père. Avant 1507, son père abandonne Anne Browne, à qui il est fiancé et qui est enceinte d'Anne, pour épouser sa tante maternelle Margaret Neville, une riche veuve. Lorsque ce mariage est déclaré nul et non avenu, il revient à Anne et l'épouse comme sa seconde épouse. Le couple a également une fille plus jeune, Lady Mary Brandon. Des années plus tard, en 1528, le pape Clément VII publie une bulle papale confirmant que le divorce de Brandon avec Margaret Neville, qui est toujours en vie, est valide, établissant ainsi la légitimité d'Anne et de sa sœur Mary.
En 1514, Brandon fait en sorte qu'Anne soit envoyée à la cour de l'archiduchesse Marguerite de Savoie, gouverneure des Pays-Bas. Elle est âgée d'environ sept ans. Pendant qu'Anne est aux Pays-Bas, en 1515, son père épouse sa troisième épouse, Marie Tudor, la reine consort veuve du roi Louis XII de France, qui est la plus jeune sœur d'Henri VIII.
Anne retourne en Angleterre sur l'insistance de sa belle-mère, bien que son père ait eu l'intention qu'elle reste à la cour de l'archiduchesse Margaret, disant à cette dernière "la reine [Mary Tudor] m'a tellement exhortée et priée de l'avoir que je ne peux pas la contredire. "  Deux hommes escortent Anne des Pays-Bas à Westhorpe Hall, où elle et sa sœur cadette, Mary, s'installent avec leur père, leur belle-mère et les trois demi-frères et sœurs restants : Henry Brandon, 1er comte de Lincoln, Frances Brandon et Eleanor. Leur autre demi-frère, également nommé Henry (né le 11 mars 1516) est décédé en 1522.
En juin 1533, après la mort de Mary Tudor, Anne et sa sœur Mary se poussent à la tête du cortège funèbre juste avant que le cercueil ne soit descendu dans la crypte de l'abbaye de Bury St Edmunds, à la grande consternation de leurs demi-frères et sœurs. Le père d'Anne épouse sa jeune pupille Catherine Willoughby plus tard cette année-là.

## Mariages
En 1525, Anne épouse son premier mari, Edward Grey, 3e baron Grey de Powys (1503-1551). Le mariage est malheureux. En 1537, elle le quitte pour un amant, Randal Haworth, après que Grey ait déjà pris une maîtresse, Jane Orwell, dont il a au total quatre enfants illégitimes, qui héritent des domaines comprenant la baronnie de Powys. Son père, avec l'aide de Thomas Cromwell, force Grey à la soutenir et réussit à obtenir pour elle une rente de 100 £. Il demande également à Cromwell d'aider à discipliner Anne afin qu'elle "vive après un tri aussi honnête que ce sera pour son honneur et le mien". En 1540, Grey demande au Conseil privé de punir Anne pour adultère et accuse également Anne et Haworth d'avoir conspiré pour l'assassiner. Aucune mesure n'est prise contre Anne, et elle reste avec son amant ; cependant, cet arrangement scandaleux la fait exclure du testament de Charles Brandon, qui contient de généreux legs à ses deux demi-sœurs, Frances et Eleanor.
Entre 1545 et 1551, Anne conspire avec un juge corrompu de la Cour de chancellerie pour obtenir des terres avec de faux documents, contre Henry Grey, marquis de Dorset, le mari de sa demi-sœur, Frances, qui succède rapidement au père des Brandon comme duc de Suffolk. Lorsque l'affaire éclate en 1552, le juge est arrêté, mais Anne Brandon reste impunie. À ce moment-là, son premier mari est mort et elle a épousé Randal Haworth.
Ses deux mariages restent sans enfant et Anne meurt en janvier 1558, âgée d'environ 51 ans. Elle est enterrée le 13 janvier à l'abbaye de Westminster ou dans l'église St Margaret's adjacente.